# Надежда и слава
«Надежда и слава» (англ. Hope and Glory) — художественный кинофильм.
Мемуары режиссёра о его детстве в охваченной войной Британии.

## В ролях
Сара Майлз, Дэвид Хэйман, Деррик О'Коннор, Сьюзан Вулдридж, Сэмми Дэвис, Энни Леон, Джеральдина Муир, Себастьян Райс-Эдвардс, Жан-Марк Барр, Иэн Бэннен.

## Награды и премии
1988 — Оскар
Номинирован в категориях:
- Лучший фильм — Джон Бурмен
- Лучший режиссёр — Джон Бурмен
- Лучшая работа художника — Энтони Прэтт
- Лучшая операторская работа — Филип Руссело
- Лучший сценарист (оригинальный сценарий) — Джон Бурмен

1988 — Золотой Глобус
Победитель в категориях:
- Лучший фильм (комедия или мюзикл)